# Rébellion Kamwina Nsapu
La rébellion Kamwina Nsapu, parfois également orthographiée Kamuina Nsapu, est une rébellion en République démocratique du Congo, initiée par les Kamuina Nsapu contre les forces de sécurité. Le conflit oppose du 8 août 2016 à 2019 les pouvoirs de l'État (police, armée) aux partisans de Jean Prince Mpandi un chef coutumier de la «  Famille royale Kamuina Nsapu », lignée de chefs coutumiers de Dibaya. Le conflit s'étend à l'ensemble du Grand Kasaï (anciennes provinces du Kasaï-Occidental et du Kasaï-Oriental) mais touche aussi les provinces du Kasaï-Central, de Lomami et de Sankuru,. Le conflit, où sont notamment enrôlés plusieurs milliers d'enfants soldats, a causé la mort de plusieurs centaines à plusieurs milliers de personnes, ainsi que l'exil de plus de deux millions de congolais.
Le conflit présentait une dimension politique significative : les rebelles contestaient le manque de respect du pouvoir en place envers les chefs coutumiers du Kasaï-central. Pour la majorité des Luba le gouvernement avait profané les objets sacrés du chef et menacé son épouse, agissant ainsi dans l'intérêt du pouvoir exécutif. Le journaliste congolais Bruno Kasonga Ndunga Mule n'hésite pas à qualifier ce conflit de « premier génocide du XXIe siècle ».

## Contexte
La région du Grand Kasaï (Kasaï, Kasaï central, Kasaï oriental, Sankuru et Lomami), de langue luba-kasaï (ou cilubà) et peuplé majoritairement par l'ethnie Baluba, est historiquement marquée par un système tribal très fort,.
Ce système, que même Mobutu Sese Seko n'aurait jamais cherché à remettre en cause, est en revanche mis à mal dans une loi votée en 2015 — Loi N° 15/015 du 25 août 2015 fixant le statut des chefs coutumiers —) sous la présidence de Joseph Kabila : elle établit le statut des chefs coutumiers, prévoit leur rémunération et la publication d’un arrêté de reconnaissance du statut de chaque chef. Le Kasaï étant historique terre d'opposition à Kabila — c'est notamment la région d'origine d'Étienne Tshisekedi —, la loi est perçue comme un moyen de contrôle des chefs, au moment où ceux-ci se trouvent paupérisés du fait de la crise économique, qui touche en particulier la Société minière de Bakwanga. Même cette loi, pourtant peu favorable aux chefs coutumiers, est régulièrement contournée par des politiciens du pouvoir central, impopulaires dans leur circonscription, et qui corrompent l'administration pour peser sur la désignation des chefs coutumiers en favorisant leurs partisans.
Plus structurellement, le gouvernement central congolais est accusé par la population de ne pas remplir son rôle au Kasaï, obligeant celle-ci à se tourner préférentiellement vers les chefs coutumiers. Marie-Ange Mushobekwa, ministre congolaise des droits de l’homme, reconnaît elle-même une « défaillance grave » des services publics dans cette région. Les évêques du Kasaï estiment que « l’État n’arrive pas à assurer aux citoyens les services de base comme la sécurité sociale, les soins de santé, l’hygiène, l’eau potable, l’électricité, l’école et l’habitat. L’impunité est généralisée. La sécurité des personnes et de leurs biens est aléatoire, avec les intimidations, les pillages, les viols, les déplacements des communautés et les massacres que nous connaissons. Les institutions républicaines ne sont pas souvent au service du Peuple ».
Jean-Pierre Mpandi (ou Pandi), un de ces chefs, né en 1966, se revendique depuis 2012 « sixième Kamuina Nsapu » ; il estime que son prédécesseur et lointain oncle Anaclet Kabeya Mupala, mort en 2012, a été empoisonné et n'hésite pas à en suspecter Évariste Boshab (lui aussi Kasaïen), alors président de l'Assemblée nationale. En 2014, ce dernier est nommé vice-Premier ministre de l’Intérieur, devenant ainsi l'interlocuteur gouvernemental référent des chefs coutumiers. Des soupçons et des accusations de népotisme visent presque aussitôt Évariste Boshab. Très critique envers le pouvoir en place, « Kamuina Nsapu fustige la négligence de l’État congolais depuis son accession à l’indépendance, […] traite tous les détenteurs civils, militaires et policiers de mercenaires, et qualifie le gouvernement national de gouvernement d’occupation ».
De son côté, le pouvoir central voit Jean-Prince Mpandi d'un œil très méfiant ; son passé reste en partie inconnu, mais il a passé plusieurs années en Afrique du Sud, en Zambie, et, selon ses dires, en Chine où il aurait appris une médecine traditionnelle. Il est suspecté d'accointances avec l'UDPS ou avec Étienne Taratibu Kabila, frère potentiel (mais non reconnu comme tel) du président d'alors. Les autorités politiques centrales refusent donc d'avaliser la reconnaissance de Mpandi comme Kamuina Nsapu.

## Historique

### Déclenchement

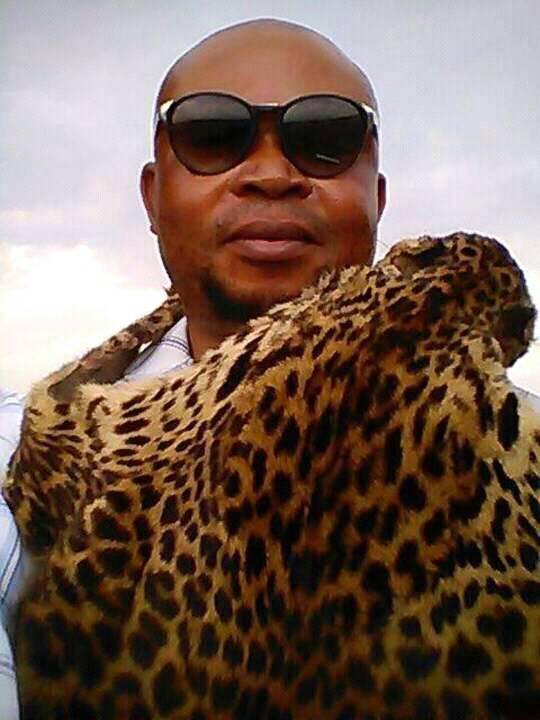
Jean-Pierre Mpandi, roi traditionnel des Bajila-Kasanga.

En 2016, un document appelé « Non aux élections en 2016 » aurait été diffusé par Jean-Pierre Mpandi, selon le gouvernement congolais qui le produit en 2017 : « Kamuina Nsapu […] a fustigé la négligence de l’État congolais depuis son accession à l’indépendance, et a recommandé de reconnaître et faire fonctionner le pouvoir coutumier, émanation naturelle de la nationalité », d'après le vice-Premier Ministre congolais, Emmanuel Ramazani Shadary. Toujours selon les autorités, ce document aurait appelé à l'insurrection afin de chasser les étrangers du Grand Kasaï ; la date prévue de l'action à mener aurait été la nuit du 31 décembre 2015 au 1er janvier 2016. Cette prise d'armes n'a toutefois pas lieu.
Le 3 avril 2016, alors que Jean-Pierre Mpandi est en Afrique du Sud, son domicile est « perquisitionné ». La perquisition se double du viol (ou tentative de viol, suivant les sources) de l'épouse du chef et d'un pillage, des objets sacrés étant détruits et des attributs traditionnels du pouvoir dérobés. Le Kamuina Nsapu, ulcéré, fait à son retour ériger des barricades autour de son domaine,. Le 23 juillet, juste après une visite au Kasaï de Joseph Kabila, le village du chef Ntenda, un opposant de Mpandi, est incendié et six personnes tuées. Malgré les démentis, un cycle de violence et de vendetta commence. Mis au pied du mur par un ultimatum des autorités politiques, Mpandi refuse de se rendre, peu rassuré sur sa sécurité ; il exige la présence de la Monusco, qui lui est refusée.
Le 12 août, des miliciens envahissent le domaine du Kamuina Nsapu et le tuent d'une balle dans le ventre, lors d'un affrontement qui fait dix-neuf morts (onze policiers et huit opposants). Les partisans de Jean-Pierre Mpandi sont qualifiés par le gouverneur de « terroristes », qui qualifie le comportement de ses troupes de « légitime défense »,.
Le cadavre du chef est émasculé et exposé nu au stadium de l'espoir à Kananga, puis il est enterré sur ordre du gouverneur Alex Kande Mupompa en un lieu tenu encore aujourd'hui secret.

### Déroulement
Jean-Prince Mpandi n'ayant pas été inhumé de manière rituelle, ses partisans le considèrent toujours vivant. Une première expédition punitive est menée à Kananga en septembre 2016, conduisant à l'incendie de nombreux bâtiments administratifs ou représentant symboliquement l'État. La répression est très violente, faisant 117 morts lors de 17 affrontements, selon Ban Ki-moon, alors Secrétaire général des Nations unies, qui accuse les soldats d'avoir « ouvert le feu sans discrimination contre des civils ».
Une des caractéristiques des rebelles est de compter de nombreux enfants soldats, certains âgés de huit ans, voire de cinq ans seulement. Beaucoup de femmes sont également partie prenante des attaques contre les symboles étatiques. D'autre part, les partisans du droit local coutumier obéissent à une forme rituelle de combat, lançant des « attaques mystiques » uniquement les jeudis et vendredis, en souvenir de l'attaque contre leur chef mort. Enfin, au sein de ce groupe, l'ingestion d'une potion appelée « le baptême » est censée donner à ses bénéficiaires l'invulnérabilité face aux balles. Les partisans du droit coutumier mènent la plupart de leurs attaques avec des armes blanches, des bâtons, voire des armes à feu fatices, en bois,,.
Rapidement, le conflit s'étend géographiquement et, de lutte entre un pouvoir central et des factions autonomistes, se double d'un conflit interethnique. En effet, la répression a été en partie directement menée par l'armée, mais aussi par une milice (« Bana Mura ») triée sur le volet et composée de personnes des ethnies Tchokwé, Pende et Tetela. De surcroît, le général Éric Ruhorimbere, chef des opérations militaires au Kasaï, est un rwandophone, et il est donc perçu par les Kasaïens comme un « étranger ».

### Massacres et exactions de l'armée
Parmi les officiers supérieurs chargés de la répression, plusieurs ont été impliqués dans d'autres conflits congolais sanglants et à ce titre soupçonnés ou accusés de précédents massacres entre 1997 et 2013. Lors des attaques des milices Kamwina Nsapu, les militaires ont parfois riposté au lance-roquettes,. Certains observateurs notent que les massacres de population dans le Nord-Kivu baissent très fortement alors qu'ils augmentent dans le Kasaï ; ils attribuent ces variations au déplacement de troupes habituées des exactions, et notamment à celui du général Akili Muhindo.
Mi-2017, le nombre de victimes mortes du fait du conflit est estimé à trois mille. Dans les cinq provinces touchées, quarante-deux fosses communes ont été mises au jour début 2017, dont dix-neuf à Tshimbulu,. Au mois d'août de la même année, le nombre de fosses communes exhumées est porté à 80. Les 29 et 30 mars 2017, 186 personnes âgées de 3 à 70 ans (recensement effectué par des ONG locales), sont tuées par l'armée et la police à Nganza, un faubourg de Kananga.
Le 12 mars 2017, deux experts de l'ONU, Zaida Catalán et Michael Sharp, sont décapités et enterrés, dans une région contrôlée par le 812e régiment de l'armée. Rapidement, les soupçons se tournent vers des miliciens Kamwina Nsapu ; le 21 juillet 2017, le procès instruisant cet assassinat, organisé à Kananga, voit comparaître quatre accusés ; un témoin, Jean-Bosco Mukanda, joue un rôle particulièrement important. Parallèlement à ce procès, les Nations unies choisissent de mener une enquête indépendante. Une deuxième enquête indépendante est menée par Radio France internationale ; celle-ci remet au moins partiellement en cause la version de M. Mukanda ; le procès, interrompu le 17 octobre 2017, ne reprend que le 27 août 2018. Le 14 septembre 2018, Jean-Bosco Mukanda est arrêté ; il est inculpé pour le meurtre des deux experts le 11 février 2019.
Les autorités de Kinshasa n'apportent selon la population aucune réponse satisfaisante à ces exactions commises par l'armée : Lambert Mende Omalanga les qualifie de « montage grossier, […] images d’amateurs anonymes », Emmanuel Ramazani Shadary d'« exercice de tirs » et Léonard She Okitundu d'« usage excessif de la force ».

### Massacres et exactions des rebelles

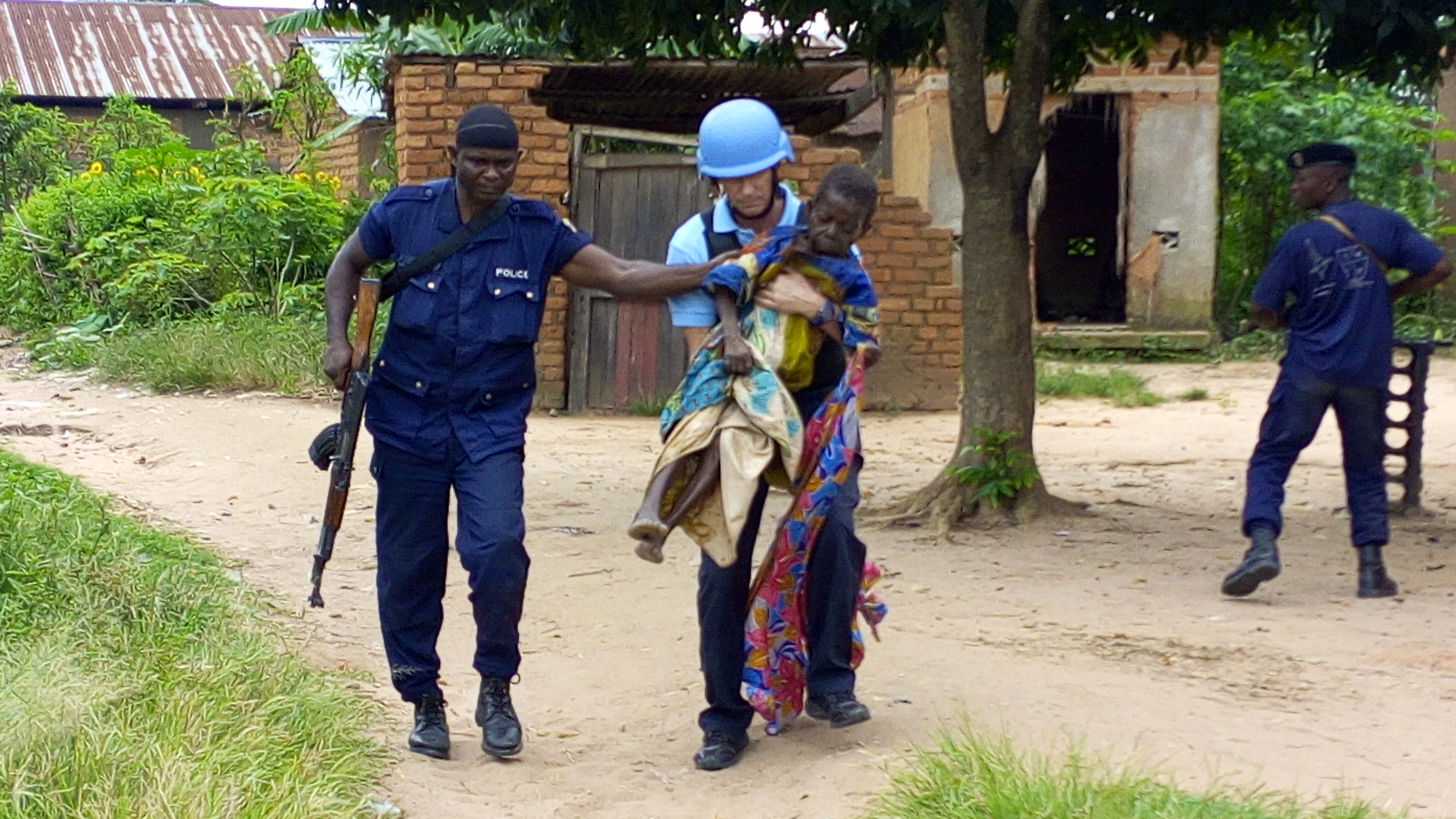
Un policier de la MONUSCO et un policier congolais évacuent une vieille femme blessée à la machette pendant une attaque des rebelles sur Kananga en mars 2017.

Certains groupes des rebelles, se réclamant de l'héritage de Kamwina Nsapu, ne se plient pas aux coutumes de combat traditionnelles et utilisent des armes à feu. De plus, lors de leur arrivée dans une région, ils y proscrivent l'école et le travail, même celui de la terre, brûlent les édifices religieux, réquisitionnent la nourriture et réquisitionnent les enfants pour en faire des soldats. Ils se créent des « tribunaux » expéditifs où les condamnés sont aussitôt exécutés. Aussi, l'arrivée de ces groupes amène souvent la fuite des habitants dans la forêt, certaines personnes restant cachées pendant plusieurs mois. Même le départ des miliciens est vécu comme un traumatisme, car l'arrivée de l'armée est parfois suivie de représailles contre la population civile.
Le 8 avril 2017, à Luebo, un des chefs de la rébellion, Kalamba Kambangoma, condamne une femme et un jeune homme à avoir publiquement un rapport sexuel (alors qu'ils sont étrangers l'un à l'autre) puis à être tués à coups de machette. La femme tenait un restaurant itinérant sur la route allant de Luebo à Mweka et est accusée d'avoir servi  aux rebelles un « plat interdit » (des haricots contenant du poisson, ce qui aurait rompu leurs charmes de protection). Quant au jeune homme, il s'agit du fils de la rivale de la principale accusatrice. Toute la scène est filmée et diffusée sur les réseaux sociaux, faisant réagir les Congolais scandalisés. Les cadavres sont décapités et les têtes des victimes exposées durant deux jours, jusqu'à l'arrivée de la Croix-Rouge qui leur donne une sépulture décente. Anaclet Tshimbalanga, connaisseur des pratiques coutumières du Kasaï, relève que ce crime est inédit dans les pratiques Kamwina Nsapu, où l'inceste comme la peine de mort sont prohibés.

### Réactions
Le 29 mai 2017, l'Union européenne adopte des sanctions contre neuf personnalités politiques de la République démocratique du Congo, du fait de leur implication dans diverses violations des droits de l'homme. Le général Éric Ruhorimbere, chef des opérations militaires au Kasaï pour les FARDC, est visé par ces accusations,.

présence de la Monusco durant la rébellion Kamwina Nsapu
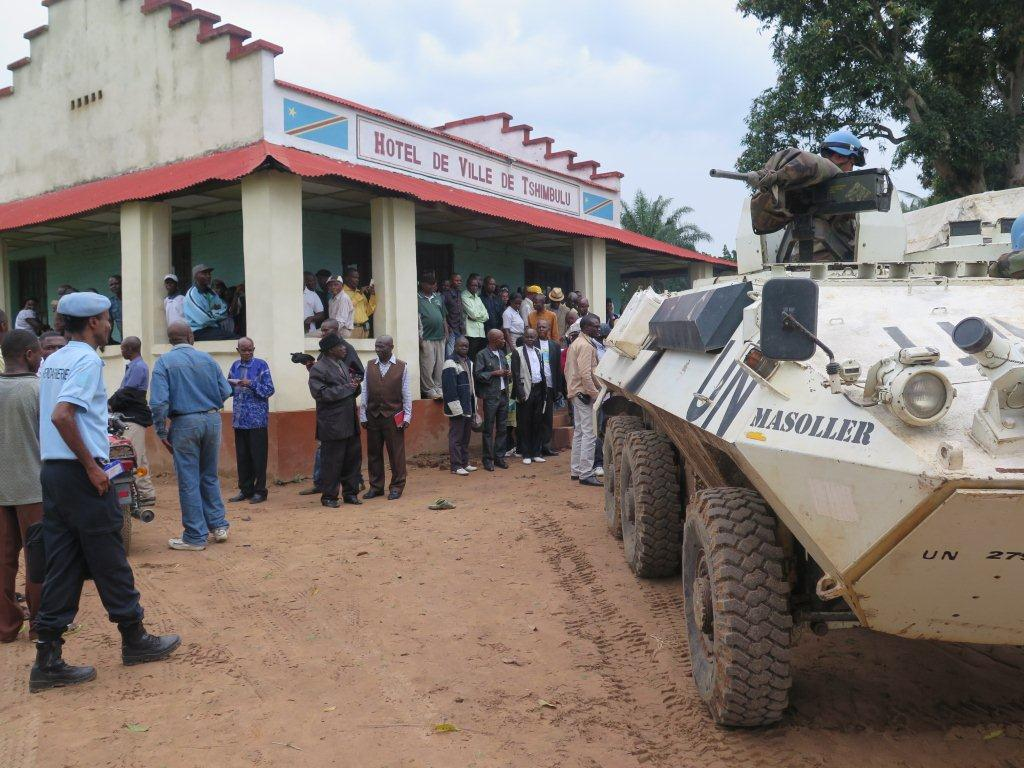
Casques bleus de l'ONU patrouillant à Tshimbulu, Kasaï-Central, le 20 février 2017 pour promouvoir le dialogue dans la région.
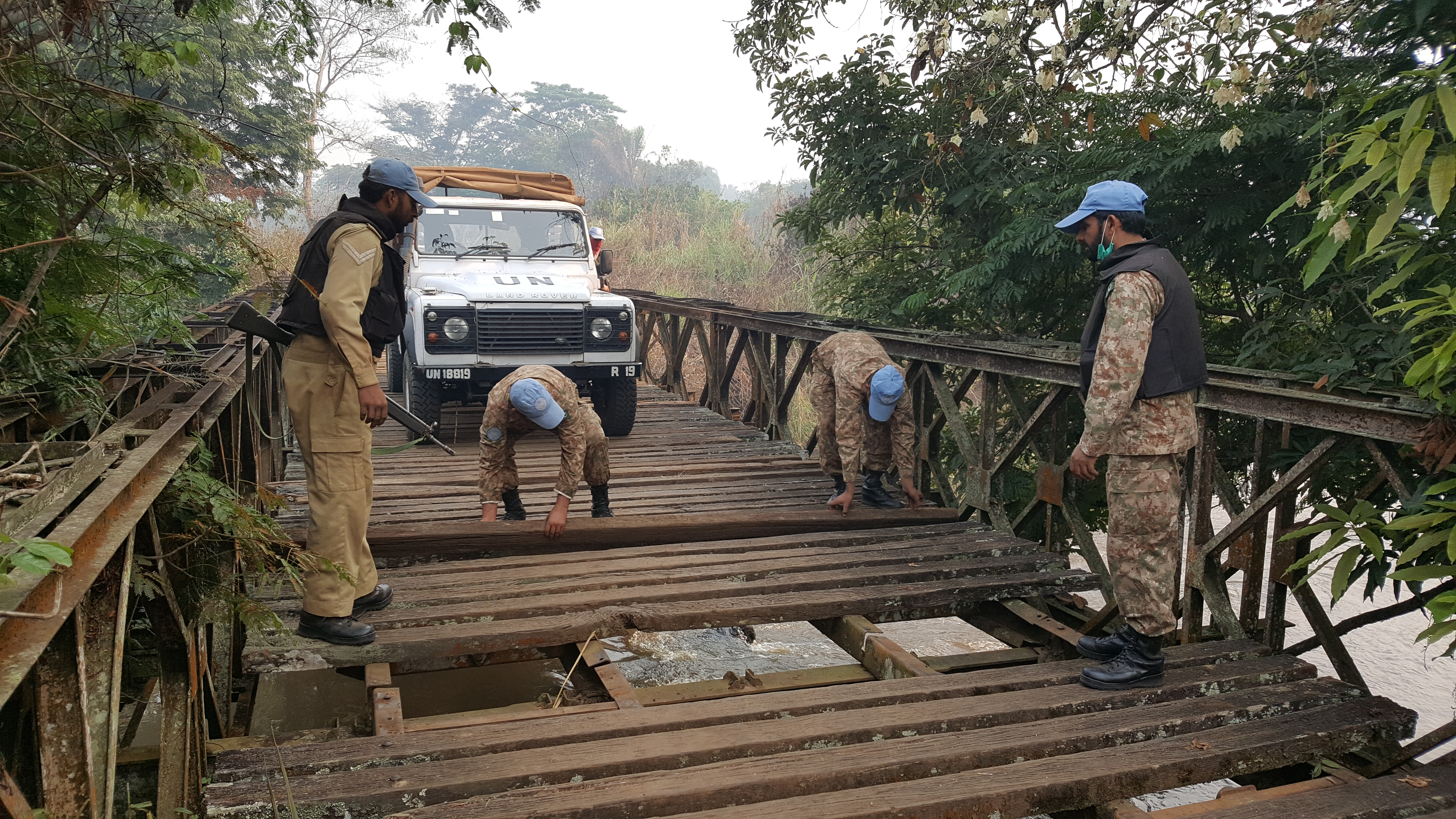
Patrouille de Casques bleus pakistanais de la Monusco.